# Wind Star
Le Wind Star est une goélette à quatre mâts et à voiles d'étai dont la construction a été effectuée aux chantiers navals du Havre.

## Histoire
Le Wind Star est le premier bâtiment construit pour la compagnie Windstar Cruises de Seattle dans l'État de Washington. Il a comme sister-ships le Wind Song (1987) et le Wind Spirit (1988) construits sur le même chantier.
Ce voilier de croisière sillonne la Méditerranée et l'Adriatique l'été, et la mer des Caraïbes l'hiver.
Il possède 5 ponts et 74 cabines.
Il a une surface de voilure de 2 000 m2 avec 6 voiles.